# Grammy Awards de 2018
A 60.ª cerimônia anual do Grammy Awards foi realizada no dia 28 de janeiro de 2018. A rede televisiva CBS transmitiu o evento ao vivo do Madison Square Garden, em Nova Iorque. Foi a primeira vez desde 2003 em que a cerimônia é realizada fora de Los Angeles (onde o ginásio Staples Center vinha abrigando os Grammys desde 2004). James Corden reprisou seu papel como apresentador da cerimônia, que reconheceu as melhores gravações, composições e artistas do ano de elegibilidade, que decorre de 1 de outubro de 2016 a 30 de setembro de 2017. Os indicados foram anunciados em 28 de novembro de 2017, enquanto a cerimônia "pré-transmissão" (oficialmente denominada Premiere Ceremony) foi realizada no mesmo dia antes da cerimônia principal.
Esta edição da premiação foi antecipada para janeiro para evitar atrito com os Jogos Olímpicos de Inverno de 2018 em Pyeongchang, como ocorreu com as cerimônias de 2010 e 2014. A CBS registrou uma queda de 24% na audiência da transmissão, sendo a mais baixa em toda a história da transmissão do evento.

## Performances
- Kendrick Lamar, U2 e Dave Chappelle — "XXX" / "DNA" / "Big Shot" / "New Freezer" / "King's Dead"
- Lady Gaga e Mark Ronson — "Joanne" / "Million Reasons"
- Sam Smith — "Pray"
- Little Big Town — "Better Man"
- Jon Batiste, Gary Clark Jr. e Joe Saylor — "Ain't That a Shame" / "Maybellene"
- Luis Fonsi, Daddy Yankee e Zuleyka Rivera	— "Despacito"
- Childish Gambino — "Terrified"
- P!nk — "Wild Hearts Can't Be Broken"
- Bruno Mars e Cardi B — "Finesse" / "Bartier Cardi"
- Sting e Shaggy — "Englishman in New York" / "Don't Make Me Wait"
- DJ Khaled, Rihanna e Bryson Tiller — "Wild Thoughts"
- Eric Church, Maren Morris e Brothers Osborne — "Tears in Heaven"[6]
- Kesha, Camila Cabello, Cyndi Lauper, Julia Michaels, Andra Day e Bebe Rexha — "Praying"
- U2 — "Get Out of Your Own Way"
- Elton John e Miley Cyrus — "Tiny Dancer"[7]
- Ben Platt — "Somewhere"
- Patti LuPone — "Don't Cry for Me Argentina"
- SZA — "Broken Clocks"
- Chris Stapleton e Emmylou Harris — "Wildflowers"
- Logic, Alessia Cara e Khalid — "1-800-273-8255"

## Indicados e vencedores
| Gravação do Ano - "Redbone" – Childish Gambino - "Despacito" – Luis Fonsi, Daddy Yankee & Justin Bieber - "The Story Of O.J." – Jay-Z - "HUMBLE." - Kendrick Lamar - "24K Magic" – Bruno Mars                       | Álbum do Ano - 24K Magic – Bruno Mars - Awaken, My Love! – Childish Gambino - 4:44 – JAY-Z - DAMN. – Kendrick Lamar - Melodrama – Lorde |
| Canção do Ano - "Despacito" – Luis Fonsi & Daddy Yankee feat. Justin Bieber - "4:44" – JAY-Z - "Issues" – Julia Michaels - "1-800-273-8255" – Logic feat. Alessia Cara & Khalid - "That's What I Like" – Bruno Mars | Artista Revelação - Alessia Cara - Khalid - Lil Uzi Vert - Julia Michaels - SZA                                                         |

### Pop
| Melhor Performance Pop Solo - "Love So Soft" – Kelly Clarkson - "Praying" – Kesha - "Million Reasons" – Lady Gaga - "What About Us" – P!nk - "Shape of You" – Ed Sheeran                                       | Melhor Performance Pop Grupo/Duo - "Something Just Like This" – The Chainsmokers & Coldplay - "Despacito" – Luis Fonsi & Daddy Yankee feat. Justin Bieber - "Thunder" – Imagine Dragons - "Feel It Still" – Portugal. The Man - "Stay" – Zedd & Alessia Cara |
| Melhor Álbum Vocal de Pop Tradicional - Nobody but Me – Michael Bublé - Triplicate – Bob Dylan - In Full Swing – Seth MacFarlane - Wonderland – Sarah McLachlan - Tony Bennett Celebrates 90 – Various artists | Melhor Álbum Vocal de Pop - ÷ – Ed Sheeran - Kaleidoscope – Coldplay - Lust for Life – Lana Del Rey - Evolve – Imagine Dragons - Rainbow – Kesha - Joanne – Lady Gaga                                                                                        |

### Dance/Eletrônica
| Melhor Gravação de Dance - "Tonite" – LCD Soundsystem - "Bambro Koyo Ganda" – Bonobo feat. Innov Gnawa - "Cola" – CamelPhat & Elderbrook - "Andromeda" – Gorillaz feat. DRAM - "Line of Sight" – Odesza feat. WYNNE & Mansionair | Melhor Álbum de Dance/Eletrônica - 3-D The Catalogue – Kraftwerk - Migration – Bonobo - Mura Masa – Mura Masa - A Moment Apart – Odesza - What Now – Sylvan Esso |

### R&B
| Best R&B Performance - "That's What I Like" – Bruno Mars - "Get You" – Daniel Caesar feat. Kali Uchis - "Distraction" – Kehlani - "High" – Ledisi - "The Weekend" – SZA | Best Traditional R&B Performance - "Redbone" – Childish Gambino - "Laugh and Move On" – The Baylor Project - "What I'm Feelin'" – Anthony Hamilton feat. The Hamiltones - "All the Way" – Ledisi - "Still" – Mali Music |
| Best R&B Song - "That's What I Like" – Bruno Mars - "First Began" – PJ Morton - "Location" – Khalid - "Redbone" – Childish Gambino - "Supermodel" – SZA                 | Best Urban Contemporary Album - Starboy – The Weeknd - Free 6lack – 6lack - Awaken, My Love! – Childish Gambino - American Teen – Khalid - Ctrl – SZA                                                                   |
| Best R&B Album - 24K Magic – Bruno Mars - "'Freudian" – Daniel Caesar - "'Let Love Rule" – Ledisi - "Gumbo" – PJ Morton - "'Feel the Real" – Musiq Soulchild            | |

## Nomeações
As informações de nomeação foram retiradas do site oficial da premiação.

### Geral
Record of the Year
- "Redbone" – Childish Gambino
- "Despacito" – Luis Fonsi & Daddy Yankee feat. Justin Bieber
- "The Story Of O.J." – JAY-Z
- "HUMBLE." – Kendrick Lamar
- "24K Magic" – Bruno Mars

Album of the Year
- 24K Magic – Bruno Mars
- "Awaken, My Love!" – Childish Gambino
- 4:44 – JAY-Z
- DAMN. – Kendrick Lamar
- Melodrama – Lorde

Song of the Year
- "Despacito" – Luis Fonsi & Daddy Yankee feat. Justin Bieber
- "4:44" – JAY-Z
- "Issues" – Julia Michaels
- "1-800-273-8255" – Logic feat. Alessia Cara & Khalid
- "That's What I Like" – Bruno Mars

Best New Artist
- Alessia Cara
- Khalid
- Lil Uzi Vert
- Julia Michaels
- SZA

### Pop
Best Pop Solo Performance
- "Love So Soft" – Kelly Clarkson
- "Praying" – Kesha
- "Million Reasons" – Lady Gaga
- "What About Us" – P!nk
- "Shape of You" – Ed Sheeran

Best Pop Duo/Group Performance
- "Something Just Like This" – The Chainsmokers & Coldplay
- "Despacito" – Luis Fonsi & Daddy Yankee feat. Justin Bieber
- "Thunder" – Imagine Dragons
- "Feel It Still" – Portugal. The Man
- "Stay" – Zedd & Alessia Cara

Best Traditional Pop Vocal Album
- Nobody but Me – Michael Bublé
- Triplicate – Bob Dylan
- In Full Swing – Seth MacFarlane
- Wonderland – Sarah McLachlan
- Tony Bennett Celebrates 90 – Vários artistas; Dae Bennett, produtor

Best Pop Vocal Album
- ÷ – Ed Sheeran
- Kaleidoscope – Coldplay
- Lust for Life – Lana Del Rey
- Evolve – Imagine Dragons
- Rainbow – Kesha
- Joanne – Lady Gaga